# Toókos Gyula
Vitéz sepsibaczoni Toókos Gyula (Vajasd, 1883. április 2. – Szikszó, 1958. május 30.), tábornok, vitézi rend törzskapitánya, királyi vezérkari huszárkapitány, az 1920-as évek első felében az Etelközi Szövetség egyik vezetője.

## Élete
A nemesi származású sepsibaczoni Toókos család sarja. Édesapja sepsibaczoni Toókos Sándor (1835-1916), gyulafehérvári református esperes, vajasdi lelkész, boroskrakkói földbirtokos, Alsó-Fehér vármegye törvényhatósági tagja, édesanyja Szendrey Jozefa (1844-1908) volt. Nagyenyeden és a soproni Honvéd Főreáliskolában végezte, ezután a Ludovika Akadémián folytatta tanulmányait. Újonnan avatott hadnagyként első beosztását az 1. honvéd huszárezred kecskeméti osztályánál foglalta el 1904-ben, mint szakaszparancsnok és zászlóaljsegédtiszt. Majd különféle továbbképző tanfolyamok után 1907-ben a pápai 7. sz. huszárezred zalaegerszegi osztályához került.
Toókos Gyula 1918 végétől az előrenyomuló román hadsereggel szemben az erdélyi megyék nemzetőrségeit szervezte és hírszerzőtisztként is működött. A vitézi rend első székkapitánya. Egyik érdeme a Vitézi rendben a vitézi avatás szertartás rendjét 1920-ban Toókos Gyula, a 6. számú vitézi törzsszék törzskapitánya dolgozta ki. A Hadilevéltárba helyezték, és 1921 szeptemberében alezredessé lépett elő. Egy hónappal ezután, Toókos Gyulát IV. Károly magyar király második visszatérési kísérleténél bizalmas utasítással látták el a király feltartóztatására tett harcmozdulatok alkalmával. Azonban a volt uralkodó hívei elfogták, ezért a megbízatásnak csak részben tudott eleget tenni. Utóbb mintegy kárpótlásként a fogva tartásért, Tihanyban ráhárult a fejedelmi pár őrzésének felügyelete. Első házassága vége után, elvette a második nejét, a Tordán élő magyarzsákodi Horváth Ilonát.